# Josef Fanta (játékvezető)
Josef Fanta (1889. december 29. – 1960. október 19.) csehszlovák nemzetközi labdarúgó-játékvezető, sportvezető, edző.	

## Pályafutása

### Nemzeti játékvezetés
Nemzeti labdarúgó-szövetségének megfelelő játékvezető bizottsága minősítése alapján lett az 1. fotbalová liga játékvezetője. A küldési gyakorlat szerint rendszeres partbírói szolgálatot végzett. A nemzeti játékvezetéstől 1920-ban vonult vissza.

### Nemzetközi játékvezetés
A Csehszlovák labdarúgó-szövetség Játékvezető Bizottsága (JB) terjesztette fel nemzetközi játékvezetőnek, a Nemzetközi Labdarúgó-szövetség (FIFA) 1920-tól tartotta nyilván bírói keretében. Több nemzetek közötti válogatott és valamint klubmérkőzésen partbíróként segítette működő társát. A  nemzetközi játékvezetéstől 1920-ban búcsúzott. Válogatott mérkőzéseinek száma: 1 (1920).

#### Olimpiai játékok

##### 1920. évi nyári olimpiai játékok
Az 1920. évi nyári olimpiai játékok labdarúgó tornáján a FIFA JB bírói szolgálatra alkalmazta.

###### Labdarúgás az 1920. évi nyári olimpiai játékokon
| Időpont             | Helyszín                       | Mérkőzés típusa   | Mérkőzés             | Eredmény | Nézők száma |
| ------------------- | ------------------------------ | ----------------- | -------------------- | -------- | ----------- |
| 1920. augusztus 29. | Broodstraat Stadion, Antwerpen | egyik negyeddöntő | Hollandia–Svédország | 5 – 4    | 5000        |

## Sportvezetőként
1920. augusztus 28.-1933. április 9. között 33 alkalommal volt a Csehszlovák labdarúgó-válogatott edzője.